# 吉田泰将
吉田 泰将（よしだ やすまさ、1960年 - ）は、日本の剣道家、スポーツ科学者。慶應義塾大学体育研究所准教授。剣道教士八段。

## 経歴・人物
1960年、長崎県長崎市生まれ。小学校4年生のときから剣道を始める。長崎県立長崎東高等学校を経て筑波大学体育専門学群へ進学し、1985年同大学大学院体育研究科コーチ学専攻修了。同年に森村学園中・高等部常勤講師となり、1987年筑波大学体育科学系準研究員（文部技官）を経て、1990年慶應義塾大学体育研究所助手、1995年専任講師、2005年助教授、2007年准教授。剣道コーチ学・運動方法学を専門としており、特に剣道における素振りの指導法研究に取り組んでいる。また全日本剣道連盟評議員や全日本学校剣道連盟事務局長などを務め、剣道競技の普及に努めている。自身も鍛錬に励み2008年には八段合格を果たし、寬仁親王杯剣道八段選抜大会に第10回大会から連続で出場している。

## 役職
- 全日本剣道連盟評議員・社会体育指導員委員会委員
- 全日本学校剣道連盟事務局長
- 全日本学連剣友会事務局長
- 慶應義塾体育会剣道部副師範
- 慶應義塾大学医学部体育会剣道部師範代行

## 著書

### 共著
- 『教育剣道を培った人々』（いなほ書院、1996年）
- 『剣道社会体育教本』（財団法人全日本剣道連盟、1998年）
- 『剣道医学Q&A』（財団法人全日本剣道連盟、2001年）
- 『体育理論』（慶應義塾大学通信教育部、2006年）

### 編著
- 『誕生と死 生命の教養学IV』（慶應義塾大学出版会、2008年）

## DVD
- 『剣道審判法と有効打突の判定』（ティアンドエイチ株式会社、2015年）

## 関連人物
- 寺地種寿 - 同い年の剣道家。警視庁剣道指導室師範・東京大学剣道部師範。吉田は長崎東高時代に大将を務めていたが、鹿児島商工高（現：樟南高）の寺地にどうしても勝てなかったという[1]。